# Dassault Falcon 5X
Dimensions
Le Dassault Falcon 5X  est un avion d'affaires de la famille Falcon construit par la société Dassault Aviation. C'est un biréacteur destiné à franchir une distance de 9 630 km et voler à une vitesse maximale de Mach 0,90.
Le programme est lancé en 2013 mais se heurte aux difficultés du développement du moteur Silvercrest par Safran Aircraft Engines. Malgré un premier vol en juillet 2017, le programme est annulé à la fin de la même année et remplacé par le Dassault Falcon 6X.

## Historique
Lors des premières études, l'avion est nommé SMS pour super mid-size, mais après la crise de 2008 le marché des avions d’affaires s’effondre et Dassault change de concept.
Le Falcon 5X est présenté le 21 octobre 2013 à Las Vegas à l’occasion de la convention annuelle de la National Business Aviation Association,,,,. Il fait partie de la catégories des appareils à large fuselage. La mise en service est alors prévue en 2016.
En février 2016, un retard de deux ans est annoncé, dû au problème du nouveau moteur de nouvelle génération Silvercrest   l’entrée en service est annoncée en 2020.
Le  premier vol est effectué le 5 juillet 2017 à 10h36 sur le site d’assemblage final de Dassault Aviation de Mérignac. En octobre 2017, Safran Aircraft Engines annonce un nouveau retard dans le développement du moteur Silvercrest. Après ces problèmes à répétition, Dassault annule le programme Falcon 5X le 13 décembre 2017. Le Dassault Falcon 6X,  n'ayant  pas le même diamètre de fuselage que le 5X prend le relais pour une sortie en 2023 avec des moteurs Pratt & Whitney Canada ,.

## Conception

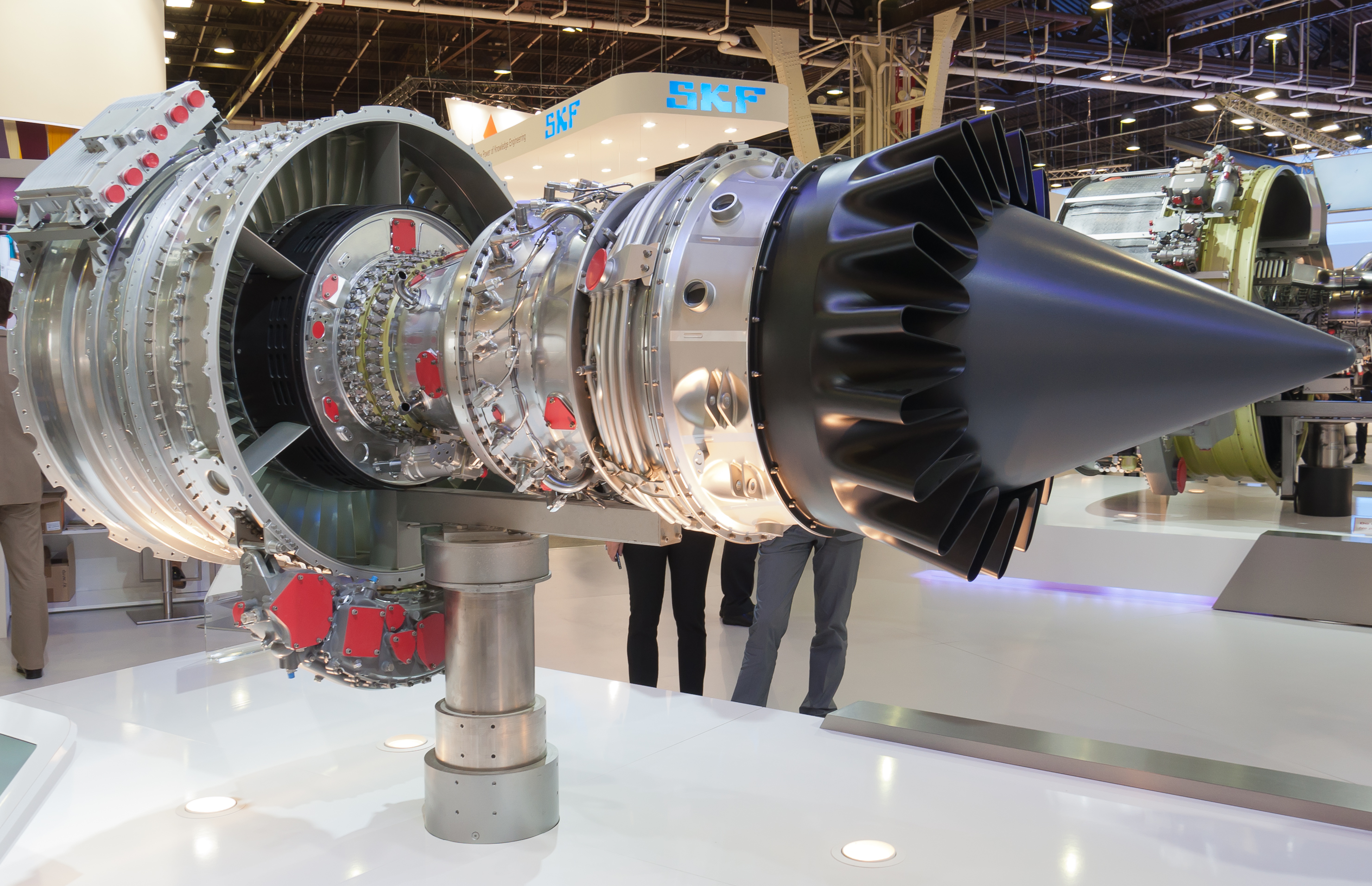
Moteur Silvercrest.

La conception de ce biréacteur de 9 630 km d’autonomie s'est orientée vers le fait d'offrir la plus large cabine du marché. Elle mesure 1,98 m de haut, 2,58 m de large et 11,79 m de long (exclusion faite du poste de pilotage et du compartiment à bagages), ce qui permet d'accueillir jusqu’à 14 passagers. 
L'éclairage naturel est assuré par 28 hublots et par un hublot spécial situé sur la partie supérieure du fuselage pour augmenter la luminosité de la cabine.
L’avion est équipé de deux réacteurs de nouvelle génération Silvercrest développés par Safran Aircraft Engines, délivrant chacun une poussée de 5093 daN et offrant un excellent taux de dilution de « 6 ».Le développement du Silvercrest fait appel pour la première fois chez Safran Aircraft Engines à un compresseur axialo-centrifuge pour la partie compresseur haute pression.
Le Falcon 5X est équipé d’une aile optimisée par la simulation numérique des écoulements (CFD) et des essais en soufflerie. La voilure affiche une flèche de 33° et un bord de fuite incurvé très spécifique. Elle augmente la marge de buffeting[Quoi ?] de 15 % pour accroître la sécurité.

## Production
La fabrication des premiers éléments structuraux a débuté en 2013 et l’assemblage du premier tronçon de fuselage démarrera en novembre 2013 sur le site de Dassault Aviation à Argenteuil[Passage à actualiser].
L’assemblage final est réalisé dans l’usine de Bordeaux-Mérignac en 2014, tandis que l’aménagement intérieur de la cabine sera effectué sur le site dédié de Dassault Falcon Jet à Little Rock, dans l’Arkansas[Passage à actualiser].
Le premier appareil est sorti d'usine le 2 juin 2015.

## Aéroports desservis
Le Falcon 5X a été conçu pour effectuer des approches à forte pente (jusqu’à 6 %), pour desservir des aéroports contraignants comme celui de London City Airport (LCY), d’ordinaire inaccessibles aux jets d’affaires à large fuselage.
Il a été également conçu pour assurer de nombreuses liaisons directes sans escale (avec huit passagers, Mach 0,80, vents annuels de 85 %, réserves NBAA IFR), telles que Los Angeles à London City, Paris à Hong Kong ou Pékin, Shanghai à Seattle ou New York à Tel Aviv.

## Prix
Le prix prévu était équivalent au Falcon 900, soit autour de 45 millions d'euros.